# Grand Prix Itálie
Grand Prix Itálie je jedním z tradičních a klasických závodů mistrovství světa formule 1. Je pořádána obvykle v září.

## Historie
První Grand Prix Itálie se uskutečnila 4. září 1921 v Montichiari v provincii Brescia na okruhu využívající běžné silnice. Následující rok byl vybudován okruh Autodromo Nazionale Monza a od tohoto momentu je krom čtyř ročníků využíván nepřetržitě (1937, 1947, 1948 a 1980).
V roce 1928 došlo během závodu k vážné nehodě: pilot Emilio Materassi ztratil kontrolu nad svým vozem v rychlosti kolem 300 km/h a vlétl mezi diváky, při nehodě zemřelo 30 lidí. V důsledku této nehody se v dalších dvou letech Grand Prix Itálie neuskutečnila. V roce 1937 se závodilo na okruhu Circuito di Montenero v Livornu, aby se následující rok vrátil zpět do Monzy jako poslední Grand Prix Itálie před druhou světovou válkou.
Po válce se Grand Prix Itálie pořádala až v roce 1947: okruh v Monze ještě nebyl zcela renovován, a proto se toho roku závodilo v Miláně a v roce 1948 na okruhu Valentino Park v Turíně. Od roku 1949 se Grand Prix Itálie vrátila na okruh v Monze.
V roce 1980 se z důvodu prací na bezpečnosti okruhu uskutečnila Grand Prix Itálie na okruhu Autodromo Enzo e Dino Ferrari v Imole. Následující rok se do Monzy vozy formule 1 znovu vrátily a Monza je součásti kalendáře do dnešního dne.

## Vítězové Grand Prix Itálie
Tučně jsou znázorněni účastníci aktuální sezóny šampionátu Formule 1.
Růžové pozadí znázorňuje závody, které nebyly součástí šampionátů Formule 1.
Žluté pozadí znázorňuje závody, které byly vypsány jako Předválečné evropské mistrovství.
Zelené pozadí znázorňuje závody, které byly součástí Mistrovství světa dodavatelů motorů.

### Opakovaná vítězství (jezdci)
| Počet vítězství | Jezdec             | Roky                         |
| --------------- | ------------------ | ---------------------------- |
| 5               | Michael Schumacher | 1996, 1998, 2000, 2003, 2006 |
| 5               | Lewis Hamilton     | 2012, 2014, 2015, 2017, 2018 |
| 4               | Nelson Piquet      | 1980, 1983, 1986, 1987       |
| 3               | Tazio Nuvolari     | 1931, 1932, 1938             |
| 3               | Alberto Ascari     | 1949, 1951, 1952             |
| 3               | Juan Manuel Fangio | 1953, 1954, 1955             |
| 3               | Stirling Moss      | 1956, 1957, 1959             |
| 3               | Ronnie Peterson    | 1973, 1974, 1976             |
| 3               | Alain Prost        | 1981, 1985, 1989             |
| 3               | Rubens Barrichello | 2002, 2004, 2009             |
| 3               | Sebastian Vettel   | 2008, 2011, 2013             |
| 2               | Luigi Fagioli      | 1933, 1934                   |
| 2               | Rudolf Caracciola  | 1934, 1937                   |
| 2               | Phil Hill          | 1960, 1961                   |
| 2               | John Surtees       | 1964, 1967                   |
| 2               | Jackie Stewart     | 1965, 1969                   |
| 2               | Clay Regazzoni     | 1970, 1975                   |
| 2               | Niki Lauda         | 1978, 1984                   |
| 2               | Ayrton Senna       | 1990, 1992                   |
| 2               | Damon Hill         | 1993, 1994                   |
| 2               | Juan Pablo Montoya | 2001, 2005                   |
| 2               | Fernando Alonso    | 2007, 2010                   |
| 2               | Charles Leclerc    | 2019, 2024                   |
| 2               | Max Verstappen     | 2022, 2023                   |

### Opakovaná vítězství (týmy)
| Počet vítězství | Konstruktér | Roky |
| --------------- | ----------- | --- |
| 21              | Ferrari     | 1949, 1951, 1952, 1960, 1961, 1964, 1966, 1970, 1975, 1979, 1988, 1996, 1998, 2000, 2002, 2003, 2004, 2006, 2010, 2019, 2024 |
| 11              | McLaren     | 1968, 1984, 1985, 1989, 1990, 1992, 1997, 2005, 2007, 2012, 2021                                                             |
| 9               | Mercedes    | 1934, 1937, 1954, 1955, 2014, 2015, 2016, 2017, 2018                                                                         |
| 8               | Alfa Romeo  | 1924, 1925,1931, 1932, 1933, 1947, 1948, 1950                                                                                |
| 6               | Williams    | 1986, 1987, 1991, 1993, 1994, 2001                                                                                           |
| 5               | Lotus       | 1963, 1972, 1973, 1974, 1977                                                                                                 |
| 4               | Red Bull    | 2011, 2013, 2022, 2023 |
| 3               | Auto Union  | 1935, 1936, 1938 |
| 3               | BRM         | 1962, 1965, 1971 |
| 3               | Brabham     | 1978, 1980, 1983 |
| 2               | Fiat        | 1922, 1923 |
| 2               | Bugatti     | 1926, 1928 |
| 2               | Maserati    | 1953, 1956 |
| 2               | Vanwall     | 1957, 1958 |
| 2               | Renault     | 1981, 1982 |

### Opakovaná vítězství (dodavatelé motorů)
| Počet vítězství | Dodavatel  | Roky |
| --------------- | ---------- | --- |
| 22              | Ferrari    | 1949, 1951, 1952, 1960, 1961, 1964, 1966, 1970, 1975, 1979, 1988, 1996, 1998, 2000, 2002, 2003, 2004, 2006, 2008, 2010, 2019, 2024 |
| 15              | Mercedes*  | 1934,1937, 1954, 1955, 1997, 2005, 2007, 2009, 2012, 2014, 2015, 2016, 2017, 2018, 2021                                            |
| 9               | Alfa Romeo | 1924,1925,1931, 1932,1933, 1947, 1948, 1950, 1978                                                                                  |
| 8               | Ford**     | 1968, 1969, 1972, 1973, 1974, 1976, 1977, 1980                                                                                     |
| 8               | Renault    | 1981, 1982, 1991, 1993, 1994, 1995, 2011, 2013                                                                                     |
| 7               | Honda      | 1967, 1986, 1987, 1989, 1990, 1992, 2020                                                                                           |
| 3               | Auto Union | 1935, 1936, 1938 |
| 3               | BRM        | 1962, 1965, 1971 |
| 2               | Fiat       | 1922, 1923 |
| 2               | Bugatti    | 1926, 1928 |
| 2               | Maserati   | 1953, 1956 |
| 2               | Vanwall    | 1957, 1958 |
| 2               | Climax     | 1959, 1963 |
| 2               | TAG***     | 1984, 1985 |
| 2               | BMW        | 1983, 2001 |

* V letech 1997-2003 působil jako Ilmor.

** V letech 1968-1993 působil jako Cosworth.

*** Byl vyráběn Porsche.

### Vítězové v jednotlivých letech
| Rok         | Jezdec                          | Konstruktér          | Trať           | Výsledky  |
| ----------- | ------------------------------- | -------------------- | -------------- | --------- |
| 2024        | Charles Leclerc                 | Ferrari              | Monza          | Výsledky  |
| 2023        | Max Verstappen                  | Red Bull-Honda RBPT  | Monza          | Výsledky  |
| 2022        | Max Verstappen                  | Red Bull-RBPT        | Monza          | Výsledky  |
| 2021        | Daniel Ricciardo                | McLaren–Mercedes     | Monza          | Výsledky  |
| 2020        | Pierre Gasly                    | AlphaTauri–Honda     | Monza          | Výsledky  |
| 2019        | Charles Leclerc                 | Ferrari              | Monza          | Výsledky  |
| 2018        | Lewis Hamilton                  | Mercedes             | Monza          | Výsledky  |
| 2017        | Lewis Hamilton                  | Mercedes             | Monza          | Výsledky  |
| 2016        | Nico Rosberg                    | Mercedes             | Monza          | Výsledky  |
| 2015        | Lewis Hamilton                  | Mercedes             | Monza          | Výsledky  |
| 2014        | Lewis Hamilton                  | Mercedes             | Monza          | Výsledky  |
| 2013        | Sebastian Vettel                | Red Bull-Renault     | Monza          | Výsledky  |
| 2012        | Lewis Hamilton                  | McLaren-Mercedes     | Monza          | Výsledky  |
| 2011        | Sebastian Vettel                | Red Bull-Renault     | Monza          | Výsledky  |
| 2010        | Fernando Alonso                 | Ferrari              | Monza          | Výsledky  |
| 2009        | Rubens Barrichello              | Brawn-Mercedes       | Monza          | Výsledky  |
| 2008        | Sebastian Vettel                | Toro Rosso-Ferrari   | Monza          | Výsledky  |
| 2007        | Fernando Alonso                 | McLaren-Mercedes     | Monza          | Výsledky  |
| 2006        | Michael Schumacher              | Ferrari              | Monza          | Výsledky  |
| 2005        | Juan Pablo Montoya              | McLaren-Mercedes     | Monza          | Výsledky  |
| 2004        | Rubens Barrichello              | Ferrari              | Monza          | Výsledky  |
| 2003        | Michael Schumacher              | Ferrari              | Monza          | Výsledky  |
| 2002        | Rubens Barrichello              | Ferrari              | Monza          | Výsledky  |
| 2001        | Juan Pablo Montoya              | Williams-BMW         | Monza          | Výsledky  |
| 2000        | Michael Schumacher              | Ferrari              | Monza          | Výsledky  |
| 1999        | Heinz-Harald Frentzen           | Jordan-Honda         | Monza          | Výsledky  |
| 1998        | Michael Schumacher              | Ferrari              | Monza          | Výsledky  |
| 1997        | David Coulthard                 | McLaren-Mercedes     | Monza          | Výsledky  |
| 1996        | Michael Schumacher              | Ferrari              | Monza          | Výsledky  |
| 1995        | Johnny Herbert                  | Benetton-Renault     | Monza          | Výsledky  |
| 1994        | Damon Hill                      | Williams-Renault     | Monza          | Výsledky  |
| 1993        | Damon Hill                      | Williams-Renault     | Monza          | Výsledky  |
| 1992        | Ayrton Senna                    | McLaren-Honda        | Monza          | Výsledky  |
| 1991        | Nigel Mansell                   | Williams-Renault     | Monza          | Výsledky  |
| 1990        | Ayrton Senna                    | McLaren-Honda        | Monza          | Výsledky  |
| 1989        | Alain Prost                     | McLaren-Honda        | Monza          | Výsledky  |
| 1988        | Gerhard Berger                  | Ferrari              | Monza          | Výsledky  |
| 1987        | Nelson Piquet                   | Williams-Honda       | Monza          | Výsledky  |
| 1986        | Nelson Piquet                   | Williams-Honda       | Monza          | Výsledky  |
| 1985        | Alain Prost                     | McLaren-TAG          | Monza          | Výsledky  |
| 1984        | Niki Lauda                      | McLaren-TAG          | Monza          | Výsledky  |
| 1983        | Nelson Piquet                   | Brabham-BMW          | Monza          | Výsledky  |
| 1982        | René Arnoux                     | Renault              | Monza          | Výsledky  |
| 1981        | Alain Prost                     | Renault              | Monza          | Výsledky  |
| 1980        | Nelson Piquet                   | Brabham-Ford         | Imola          | Výsledky  |
| 1979        | Jody Scheckter                  | Ferrari              | Monza          | Výsledky  |
| 1978        | Niki Lauda                      | Brabham-Alfa Romeo   | Monza          | Výsledky  |
| 1977        | Mario Andretti                  | Lotus-Ford           | Monza          | Výsledky  |
| 1976        | Ronnie Peterson                 | March-Ford           | Monza          | Výsledky  |
| 1975        | Clay Regazzoni                  | Ferrari              | Monza          | Výsledky  |
| 1974        | Ronnie Peterson                 | Lotus-Ford           | Monza          | Výsledky  |
| 1973        | Ronnie Peterson                 | Lotus-Ford           | Monza          | Výsledky  |
| 1972        | Emerson Fittipaldi              | Lotus-Ford           | Monza          | Výsledky  |
| 1971        | Peter Gethin                    | BRM                  | Monza          | Výsledky  |
| 1970        | Clay Regazzoni                  | Ferrari              | Monza          | Výsledky  |
| 1969        | Jackie Stewart                  | Matra-Ford           | Monza          | Výsledky  |
| 1968        | Denny Hulme                     | McLaren-Ford         | Monza          | Výsledky  |
| 1967        | John Surtees                    | Honda                | Monza          | Výsledky  |
| 1966        | Ludovico Scarfiotti             | Ferrari              | Monza          | Výsledky  |
| 1965        | Jackie Stewart                  | BRM                  | Monza          | Výsledky  |
| 1964        | John Surtees                    | Ferrari              | Monza          | Výsledky  |
| 1963        | Jim Clark                       | Lotus-Climax         | Monza          | Výsledky  |
| 1962        | Graham Hill                     | BRM                  | Monza          | Výsledky  |
| 1961        | Phil Hill                       | Ferrari              | Monza          | Výsledky  |
| 1960        | Phil Hill                       | Ferrari              | Monza          | Výsledky  |
| 1959        | Stirling Moss                   | Cooper-Climax        | Monza          | Výsledky  |
| 1958        | Tony Brooks                     | Vanwall              | Monza          | Výsledky  |
| 1957        | Stirling Moss                   | Vanwall              | Monza          | Výsledky  |
| 1956        | Stirling Moss                   | Masserati            | Monza          | Výsledky  |
| 1955        | Juan Manuel Fangio              | Mercedes             | Monza          | Výsledky  |
| 1954        | Juan Manuel Fangio              | Mercedes             | Monza          | Výsledky  |
| 1953        | Juan Manuel Fangio              | Masserati            | Monza          | Výsledky  |
| 1952        | Alberto Ascari                  | Ferrari              | Monza          | Výsledky  |
| 1951        | Alberto Ascari                  | Ferrari              | Monza          | Výsledky  |
| 1950        | Giuseppe Farina                 | Alfa Romeo           | Monza          | Výsledky  |
| 1949        | Alberto Ascari                  | Ferrari              | Monza          | Výsledky  |
| 1948        | Jean-Pierre Wimille             | Alfa Romeo           | Valentino Park | Výsledky  |
| 1947        | Carlo Felice Trossi             | Alfa Romeo           | Milán          | Výsledky  |
| 1946 - 1939 | Nejelo se                       | Nejelo se            | Nejelo se      | Nejelo se |
| 1938        | Tazio Nuvolari                  | Auto Union           | Monza          | Výsledky  |
| 1937        | Rudolf Caracciola               | Mercedes-Benz W 125  | Livorno        | Výsledky  |
| 1936        | Bernd Rosemeyer                 | Auto Union           | Monza          | Výsledky  |
| 1935        | Hans Stuck                      | Auto Union           | Monza          | Výsledky  |
| 1934        | Luigi Fagioli Rudolf Caracciola | Mercedes-Benz        | Monza          | Výsledky  |
| 1933        | Luigi Fagioli                   | Alfa Romeo Tipo B/P3 | Monza          | Výsledky  |
| 1932        | Tazio Nuvolari                  | Alfa Romeo Tipo B/P3 | Monza          | Výsledky  |
| 1931        | Giuseppe Campari Tazio Nuvolari | Alfa Romeo 8C        | Monza          | Výsledky  |
| 1930 - 1929 | Nejelo se                       | Nejelo se            | Nejelo se      | Nejelo se |
| 1928        | Louis Chiron                    | Bugatti Type 35      | Monza          | Výsledky  |
| 1927        | Robert Benoist                  | Delage               | Monza          | Výsledky  |
| 1926        | Louis Charavel                  | Bugatti              | Monza          | Výsledky  |
| 1925        | Gastone Brilli-Peri             | Alfa Romeo P2        | Monza          | Výsledky  |
| 1924        | Antonio Ascari                  | Alfa Romeo P2        | Monza          | Výsledky  |
| 1923        | Carlo Salamano                  | Fiat                 | Monza          | Výsledky  |
| 1922        | Pietro Bordino                  | Fiat 804             | Monza          | Výsledky  |
| 1921        | Jules Goux                      | Ballot               | Brescia        | Výsledky  |